# Merumea
Merumea é um género botânico pertencente à família Rubiaceae.